# Kirysek Sterby
Kirysek Sterby, kirysek pomarańczowokolcowy (Corydoras sterbai) – gatunek słodkowodnej ryby sumokształtnej z rodziny kiryskowatych (Callichthyidae). Hodowany w akwariach. Epitet gatunkowy sterbai nadano mu dla uhonorowania niemieckiego ichtiologa Günthera Sterby.

## Występowanie
Środkowa Brazylia i Boliwia, rzeka Guaporé.

## Opis
Jest to stadna, żywa i towarzyska ryba, która przebywa w strefie dennej i środkowej. Dorasta do 8 cm długości.

## Warunki w akwarium
| Zalecane warunki w akwarium | Zalecane warunki w akwarium |
| --------------------------- | --------------------------- |
| Zbiornik                    |                             |
| Temperatura wody            | 22–26 °C                    |
| Twardość wody               | miękka do średnio twardej   |
| Skala pH                    | 6,5–7,2                     |
| pokarm                      |                             |
| Uwagi                       | woda z dodatkiem garbników. |

## Rozmnażanie
Tarło odbywa się najczęściej przy powierzchni wody. Ikra zostaje złożona na liściach lub szybach akwarium. Woda tarliskowa powinna mieć TwO ok. 0°n, temp. 20 °C. Tarlaki nie opiekują się ikrą, po tarle należy je odłowić. Młode wylęgają się po 72 godzinach i przez dwa dni odżywiają się zawartością woreczka żółtkowego. Po 24 godzinach od wyklucia należy rozpocząć karmienie artemią lub nicieniem mikro.